# Bükrüce
Bükrüce ist ein Dorf im Landkreis Bekilli der türkischen Provinz Denizli. Bükrüce liegt etwa 87 km nordöstlich der Provinzhauptstadt Denizli und 8 km südöstlich von Bekilli. Bükrüce hatte laut der letzten Volkszählung 203 Einwohner (Stand Ende Dezember 2010).